# Mission artistique française
 (décembre 2017).
Si vous disposez d'ouvrages ou d'articles de référence ou si vous connaissez des sites web de qualité traitant du thème abordé ici, merci de compléter l'article en donnant les références utiles à sa vérifiabilité et en les liant à la section « Notes et références ».

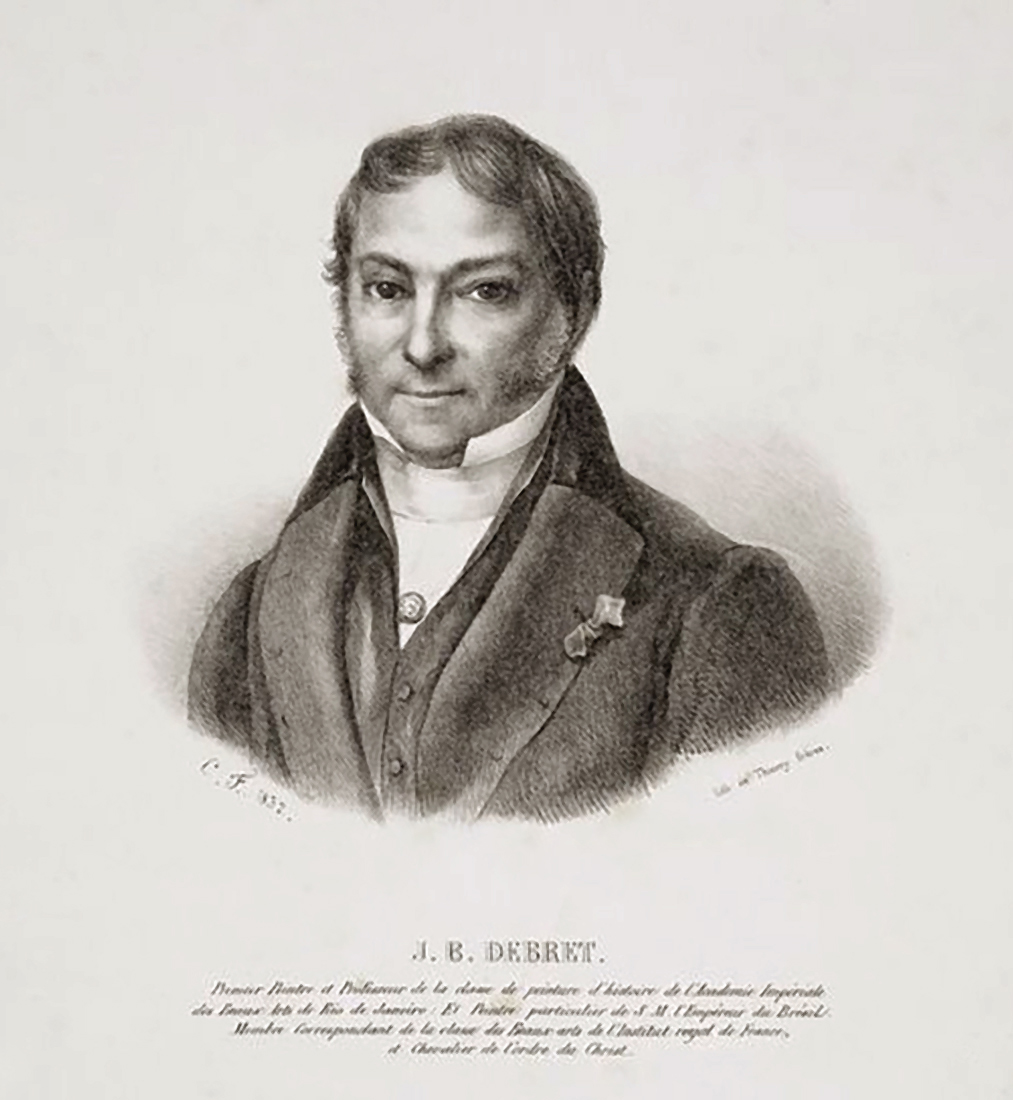
Debret, membre de la Mission Artistique Française.

La Mission artistique française désigne le groupe d’artistes et artisans français qui, en émigrant au Brésil au début du XIXe siècle, en révolutionnèrent le monde des Beaux-Arts.

## Origines
À partir de 1815, après la chute définitive de Napoléon, la France a connu de profonds changements politiques sous la Restauration. L’année suivante, dans des conditions qui n’ont pas encore été complètement éclaircies par l’historiographie, est arrivé au Brésil un groupe d’artistes et d’artisans qui avaient pris le parti du souverain déchu et qui ont introduit le style néoclassique dans le pays.
Quelques chercheurs soutiennent que l’idée de faire venir le groupe serait due au marquis de Marialva, sur une recommandation du naturaliste allemand Alexandre de Humboldt. L’invitation aurait été ratifiée par le Ministre des Affaires Étrangères du Portugal, António de Araújo et Azevedo, premier comte da Barca. D’autres, pourtant, rappellent une lettre de Nicolas Antoine Taunay à la reine du Portugal, où il la suppliait de l’aider, en se faisant l’intermédiaire auprès du Prince-Régent dom João, pour qu’il donnât son accord à tout le groupe, étant donné que, comme bonapartistes, ils ne se sentaient pas en sécurité en France dans la France des Bourbons et l’atmosphère du Congrès de Vienne.
Le groupe, qui devait être appelé Colonie Lebreton, était appelé à révolutionner les arts à la cour de Rio de Janeiro située sous les tropiques. La Mission introduisit pour l’enseignement le système des écoles des Beaux-Arts qui n’existait pas dans la métropole portugaise, il s’était développé en Europe depuis le XVIIe siècle mais n’avait pas pénétré au Portugal. La Mission fut escortée jusqu’au Brésil par des navires anglais.

## La Mission Artistique
Le leader du groupe, responsable de l’organisation du projet, était Joachim Lebreton (1760-1819) qui venait d’être démis de son poste de secrétaire de l’Institut de France ; c’est lui qui engagea les négociations. À partir des informations de Humboldt, qui avait visité la région amazonienne en 1810, il prévit de créer une école pour former des artistes sur le continent sud-américain.
Le 26 mars 1816 le groupe accosta à Rio de Janeiro, alors capitale du pays. Dom João VI (1816-1826), désireux de développer les Arts et les Métiers au Brésil où se trouvait la famille royale, entourée d’une partie importante de la noblesse portugaise, signa le 12 août de cette même année le décret qui créait l’École royale des Sciences, Arts et Métiers.
Faisaient partie de la mission :
- Joachim Lebreton - responsable, ex-membre de l'Institut
- Jean-Baptiste Debret (1768-1848) - peintre d'histoire
- Nicolas Antoine Taunay (1755-1830) - peintre de paysages et de batailles
- Auguste Henri Victor Grandjean de Montigny (1776-1850) - architecte
- Charles de Lavasseur - architecte
- Louis Ueier - architecte
- Auguste-Marie Taunay (1768-1824) - sculpteur
- François Bonrepos - sculpteur
- Charles-Simon Pradier (1783-1847) - graveur
- François Ovide – professeur de mécanique
- Jean-Baptiste Level (1786-1844)- forgeron
- Nicolas Magliori Enout - serrurier
- Pelite - pelletier
- Fabre - pelletier
- Louis Jean Roy - menuisier
- Hippolyte Roy - menuisier

Six mois plus tard, se joignirent au groupe ;
- Marc Ferrez (sculpteur)
- Zéphyrin Ferrez - graveur de médailles, qui fut le père de Marc Ferrez (photographe)

## Conséquences
Malgré l’appui du souverain, la mission rencontra de la résistance chez les artistes portugais, qui s’en tenaient encore au style qu’on devait qualifier plus tard de baroque, puisque les nouveaux venus apportaient les lignes pures, néoclassiques, en usage en France.
Jean-Baptiste Debret, Nicolas Antoine Taunay, Grandjean de Montigny et Ferrez furent les quatre principaux artistes qui introduisirent à Rio de Janeiro, par exemple, la mode des décorations de style napoléonien. Debret, dont l’atelier se trouvait dans le quartier du Catumbi, a été celui qui a le mieux  réussi à fixer les usages et les habitudes du pays, les traditions anachroniques de la cour portugaise, comme le baise-main du début de la nuit quand, entre 8 et 9 heures, les sujets s’agenouillaient devant le monarque de droit divin, rituel que l’empereur dom Pedro Ier devait pratiquement transformer en une bénédiction familière.
La vérité est que les Français furent considérés comme des importuns aussi bien par les Portugais que par les Brésiliens. La reine dona Maria Ire mourut en 1816, et le projet de modernisation de la capitale n’avança plus que lentement. Les images de Debret sur la cour des Bragances sont remarquables et permettent de connaître Rio de Janeiro comme capitale du Royaume-Uni du Portugal, du Brésil et de l’Algarve puis comme capitale de l’Empire brésilien. Comme le fit Liotard avec l’Empire ottoman, Debret, neveu de David, se laissa enchanter par les paysages exubérants et tout à fait nouveaux, les habitudes baroques, et aux heures où il n’enseignait pas, il les fixa dans toute une série de dessins et de gravures.
Dix ans plus tard, le 5 novembre 1826, fut inauguré par dom Pedro Ier (1822-1831) le siège de l’Académie Impériale des Beaux-Arts, ou Académie de l’avenue des Beaux-arts, à la hauteur de l’avenue du Sacrement (actuelle avenue Passos).
Lebreton mourut en 1819. Comme directeur de l’Académie Impériale de Beaux-Arts, on nomma le Portugais Henrique José da Silva, professeur de dessin, conservateur dans ses goûts artistique et ennemi entêté des Français ; ce fut le coup mortel porté aux Beaux-Arts au Brésil. Son premier geste fut de révoquer les Français de leurs chaires. Les critiques avaient déjà provoqué le retour en France de Nicolas Antoine Taunay en 1821 (année de la mort de Napoléon), remplacé par son fils, Félix-Émile. En 1831, Debret lui aussi revint en France.
L’Académie fut l’embryon de l’actuelle École de Beaux-Arts de l’Université fédérale de Rio de Janeiro.